# Koluru, Channapatna
Koluru là một làng thuộc tehsil Channapatna, huyện Ramanagara, bang Karnataka, Ấn Độ.